# Nadia Szold
Nadia Szold (Pittsfield, 28 settembre 1984) è una regista, sceneggiatrice e produttrice cinematografica statunitense.

## Filmografia
- Thievery (2007)
- The Persian Love Cake (2008)
- Some Kinda Fuckery (2009)
- Joy de V. (2013)
- Mariah (2014)
- Larry Flynt for President